# Триния
Триния (на гръцки: Θρινιά, Триня̀) е село в Кипър, окръг Пафос. Според статистическата служба на Република Кипър през 2001 г. селото има 53 жители.
Намира се на 3 км северно от Агиос Димитрианос.